# エブナイ
『エブナイ』（英字表記:EVERY NIGHT FUJI）は、フジテレビで2000年10月から2002年3月まで深夜に放送（一部生放送）されたバラエティ・情報番組である。

## 概要
- 「毎日深夜にお届けするエンタメバラエティ」というテーマで、番組名は「エブリナイト」との語呂合わせであり、略して「エブナイ」と呼称する。
- 番組タイトルは、かつて土曜深夜に放送されていたバラエティ番組「オールナイトフジ」へのオマージュでもあるとのこと[1]。
- 原則関東ローカルである。
- スタジオは前の時間帯（24:35 - 24:45）に放送している『チノパン』を放送しているV1スタジオをそのまま使用。
- 2001年1月1日1:55 - 4:00では「エブナイ21世紀〜ごめんね20世紀スペシャル〜」という新年1発目の生放送特番であった。

## 番組内容

### エブナイMONDAY - THURSDAY
| 月曜日                                                                    | 火曜日                                                 | 水曜日                                          | 木曜日                                      |
| レギュラー出演者                                                          | レギュラー出演者                                       | レギュラー出演者                                | レギュラー出演者                            |
| ------------------------------------------------------------------------- | ------------------------------------------------------ | ----------------------------------------------- | ------------------------------------------- |
| ビビる ポプラ並木 安達涼子（カバーガール担当） 奥村愛（カバーガール担当） | T・I・M ジョビジョバ nico 桜井裕美（カバーガール担当） | 土田晃之 やるせなす 川村亜紀 エブナイギャル10人 | 雨上がり決死隊 山口智充 ガレッジセール      |
| タイトル                                                                  |                                                        |                                                 |                                             |
| 『エブナイMONDAY 〜恋愛の月曜日〜』                                       | 『エブナイTUESDAY 〜欲望の火曜日〜』                   | 『エブナイWEDNESDAY 〜NEWS&EROSの水曜日〜』     | 『エブナイTHURSDAY 〜ウケねらいの木曜日〜』 |
| 内容                                                                      |                                                        |                                                 |                                             |
|                                                                           |                                                        |                                                 |                                             |
| 放送形態                                                                  |                                                        |                                                 |                                             |
| 生放送                                                                    | 生放送                                                 | 生放送                                          | 事前収録/生放送                             |

### エブナイSATURDAY
「月曜版」のビビる、ポプラ並木にホームチーム、中村豪、望月理恵を加えた番組。

## スタッフ

### エブナイMONDAY - THURSDAY
- 構成
  - 月曜日：大野ケイスケ
  - 火曜日：大野ケイスケ
  - 水曜日：右近亨、福原フトシ、渡辺鐘、雪村一、榊暁彦
  - 木曜日：松井洋介、福原フトシ、石原健次、福田雄一、柏木克紀、榊暁彦
- TD：馬場直幸
- web master：鬼熊陽一郎
- タイトル：山形憲一
- 電子タイトル：千田奈歩
- 音響効果
  - 月曜日：
  - 火曜日：
  - 水曜日：石崎野乃
  - 木曜日：大久保吉久
- 技術協力：八峯テレビ、FLT
- ディレクター
  - 月曜日：三浦淳、木村剛、塩谷亮
  - 火曜日：三浦淳、木村剛、塩谷亮
  - 水曜日：小仲正重
  - 木曜日：渡辺琢
- プロデューサー
  - 月曜日：水口昌彦
  - 火曜日：石井正幸
  - 水曜日：吉田正樹
  - 木曜日：加茂裕治
- 広報：岡澤雄一
- TK：菅原洋子（水）、松下絵里（木）
- 総合プロデューサー：港浩一
- 制作：フジテレビ制作センター
- 制作著作：フジテレビ

### エブナイSATURDAY
- AP：朝妻一
- プロデューサー：水口昌彦
- 制作：フジテレビ制作センター
- 制作著作：フジテレビ